# Нижнее Пикалово
Нижнее Пикалово — деревня в Чеховском районе Московской области, в составе муниципального образования сельское поселение Баранцевское (до 29 ноября 2006 года входила в состав Баранцевского сельского округа).

## Население
| 2002 | 2006 | 2010 |
| ---- | ---- | ---- |
| 4    | ↗11  | ↗15  |

## География
Нижнее Пикалово расположено примерно в 30 км (по шоссе) на юго-восток от Чехова, на безымянном правом притоке реки Лопасни, высота центра деревни над уровнем моря — 171 м.